# Samo ljudi (1957.)
Samo ljudi, hrvatski dugometražni film iz 1957. godine.